# 吳億偉
吳億偉，新聞編輯、作家，國立花蓮師範學院語文教育學士、國立臺北藝術大學戲劇碩士，德國海德堡大學歐亞跨文化研究所 （页面存档备份，存于）暨漢學系 （页面存档备份，存于）博士，著有《芭樂人生》、《努力工作：我的家族勞動紀事》、《機車生活》、《我的不是我的》，曾榮獲時報文學獎、聯合報文學獎、梁實秋文學獎、林榮三文學獎、中國時報開卷好書獎等。現為國立臺北教育大學語文與創作學系助理教授。

## 生平
吳億偉，台灣嘉義縣人，國立花蓮師範學院語文教育學士、國立臺北藝術大學戲劇系碩士，德國海德堡大學歐亞跨文化研究所 （页面存档备份，存于）與漢學系 （页面存档备份，存于）博士。曾任「自由副刊」編輯，也曾擔任國小實習教師。在其幼童時期，曾在嘉義、台北、高雄分別就讀於四間國小，三間國中。大學時期，在國立花蓮教育大學就讀語文教育，原以為自己會擔任國小老師，但卻在畢業後賠了公費，為了興趣而去念了國立台北藝術大學的戲劇碩士。現為國立臺北教育大學語文與創作學系助理教授。

## 作品
● 短篇小說集《芭樂人生》（聯合文學，2009）
● 散文集《努力工作：我的家族勞動紀事》（印刻，2010）
● 散文集《機車生活》（九歌，2014）
● 散文集《我的不是我的》（時報，2024）

## 獲獎紀錄
〈迷路〉，第十二屆梁實秋文學獎散文貳獎 (1999)。
〈努力工作〉，第十五屆梁實秋文學獎散文獎佳作 (2002)。
〈雨的可能〉，第五屆台北文學獎全民寫作獎 (2002)。
〈拜拜〉，第二屆宗教文學獎極短篇首獎 (2003)。
〈軟磚頭〉，第二十六屆時報文學獎散文評審獎 (2003)。
〈芭樂人生〉，第二十屆聯合文學小說新人獎佳作 (2006)。
〈擴音機〉，第十九屆梁實秋文學獎散文獎佳作 (2006)。
〈打鐘卡〉，第二屆林榮三文學獎小品文獎 (2006)。
〈借貸家庭〉，第二十九屆聯合報文學獎小說評審獎 (2007)。
〈撿神〉，第三十屆時報文學獎小說評審獎 (2007)。
〈花蓮的戀人〉，第三十屆時報文學獎散文評審獎 (2007)。
〈乞〉，第七屆林榮三文學獎小品文獎 (2011)。
《努力工作：我的家族勞動紀事》，時報開卷好書獎 （2010）。

## 評價
《機車生活》
「在作者那看似瑣碎的絮絮叼叼裡，更讓人體會到那心靈微微的悸動。獨白式的文體能寫到如此火候，已非凡筆。」──南方朔
「吳億偉本人並不機車，但他是一個偉大的騎士。」──鯨向海
「這就是他的本事──把負荷變成笑聲。逆境中能幽默，最難。」──楊佳嫻

## 資料來源
1.生平資料
http://hhaung.blogspot.tw/2010/01/blog-post_10.html （页面存档备份，存于）
http://classic-blog.udn.com/wuiwai/detail （页面存档备份，存于）
2.獲獎資料
https://www.mirrorfiction.com/zh-Hant/writer/7669 （页面存档备份，存于）
3.評價資料
博客來名人推薦
http://www.books.com.tw/products/0010623065 （页面存档备份，存于）
攤開城市的掌心，讀吳億偉《機車生活》https://tw.news.yahoo.com/%E6%94%A4%E9%96%8B%E5%9F%8E%E5%B8%82%E7%9A%84%E6%8E%8C%E5%BF%83-%E8%AE%80%E5%90%B3%E5%84%84%E5%81%89-%E6%A9%9F%E8%BB%8A%E7%94%9F%E6%B4%BB-141107927.html